# Ганс Гефер
Ганс Гефер (нім. Hans Höfer; 26 жовтня 1886, Хемніц — 14 січня 1952, Кірхгайм) — німецький військовий ветеринар, доктор ветеринарії, генерал-лейтенант ветеринарної служби вермахту (1942).

## Біографія
Учасник Першої світової війни. Після демобілізації армії залишений в рейхсвері. З 1932 року — головний ветеринар 11-го піхотного полку, з 1938 року — 11-го армійського корпусу, з 15 січня 1941 року — 15-ї армії, потім — 5-го військового округу. 30 листопада 1943 року звільнений у відставку.

## Нагороди
- Залізний хрест 2-го класу
- Орден дому Саксен-Ернестіне, лицарський хрест 2-го класу з мечами
- Почесний хрест ветерана війни з мечами
- Медаль «За вислугу років у Вермахті» 4-го, 3-го і 2-го класу (18 років; 2 жовтня 1936) — отримав 3 нагороди одночасно.
- Застібка до Залізного хреста 2-го класу
- Хрест Воєнних заслуг 2-го і 1-го класу з мечами